# Manoel Carlos de Andrade
Manoel Carlos de Andrade est un écuyer portugais, surtout connu pour son œuvre le Liberal e Nobre Arte da Cavalleria (Lumière de l'art libéral et noble de la cavalerie). Il fait partie du manège royal portugais en 1800.